# Mulchatna
La rivière Mulchatna est un cours d'eau d'Alaska, aux États-Unis situé dans la région de recensement de Dillingham. C'est un affluent du fleuve Nushagak.

## Description
Longue de 160 milles (257 km), elle prend sa source dans le lac Turquoise et coule en direction du sud-ouest pour rejoindre le fleuve Nushagak à 65 milles (105 km) au nord-est de Dillingham.
Son nom eskimo, Molchatna a été référencé par Ivan Petroff en 1880, nom transformé en 1910 en Mulchatna pour se rapprocher de la prononciation locale.

## Affluents
- Stuyahok – 45 milles (72 km)
- Koktuli
- Chilikadrotna – 55 milles (89 km)

## Sources
- (en) « Mulchatna », Geographic Names Information System